# Пьяцца делле Эрбе (Падуя)
Пьяцца делле Эрбе (итал. Piazza delle Erbe) — одна из площадей исторического центра Падуи. В разные исторические периоды была известна также, как Пьяцца делле Биаде, Пьяцца дель Вино, Пьяцца делла Джустиция. На протяжении всей своей истории, площадь, наряду с Пьяцца делла Фрутта, являлась коммерческим центром города, на которых располагался один из крупнейших рынков Италии. В отличие от Пьяцца деи Синьори, места проведения официальных торжеств и аристократических прогулок, Пьяцца делле Эрбе имела более демократический характе и была местом народных праздников. На площади доминирует Палаццо делла Раджоне, часть большого Палаццо Комунале.

## История
В доримские времена этот район был оживленным, о чем свидетельствуют многочисленные археологические находки. По некоторым данным, место будущая площадь была центром торговли уже в эпоху империи, но своим нынешним обликом он обязан X и XI векам. Пространство было занято многочисленными магазинами и лавками, торгующими всевозможными товарами, от продуктов питания до предметов роскоши. Именно при строительстве Палаццо делла Раджоне в начале XIII века была предпринята попытка упорядочить и организовать различные торговые точки: под большим залом разместились продавцы тканей и мехов, у подножия лестниц, выходящих на площадь, — палатки торговцев кованым железом (Scala dei Feri) и продавцов вина (Scala del Vin), а передвижные прилавки для торговцев зерном и кожей были перенесены на открытое пространство площади. Мастерские ювелиров открылись под Палаццо дель Подеста. В 1302 году пространство площади было дополнительно расширено за счет сноса складских зданий, что сформировало современный вид площади. В 1309 году было перестроено с увеличением здание Палаццо делла Раджоне. В XVIII веке средневековые дома на южной стороне площади были перестроены с реконструкцией портиков, приведением к общему более стандартному внешнему виду. В 1874 году на месте старинной долговой тюрьмы на западной стороне площади был построен Палаццо делле Дебите с торговыми лавками на нижних этажах и жилыми помещениями на верхних.
Каждый год в день Святого Иакова на площади проходили скачки — Corsa del Palio, учрежденные в 1382 году в ознаменование прихода к власти Якопо I да Каррары. Согласно древнему уставу гонки всадник, первым достигший площади, получал паллий — отрез драгоценной шелковой ткани, второй — молодого гуся, третий — сову.

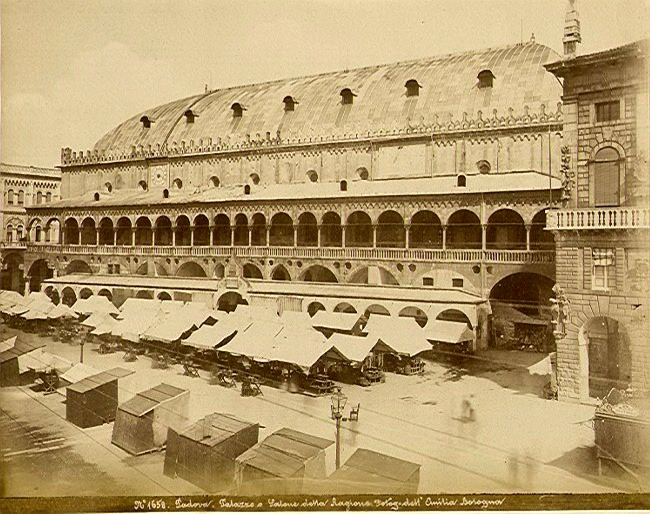
В XIX веке во время рынка

## Место казни

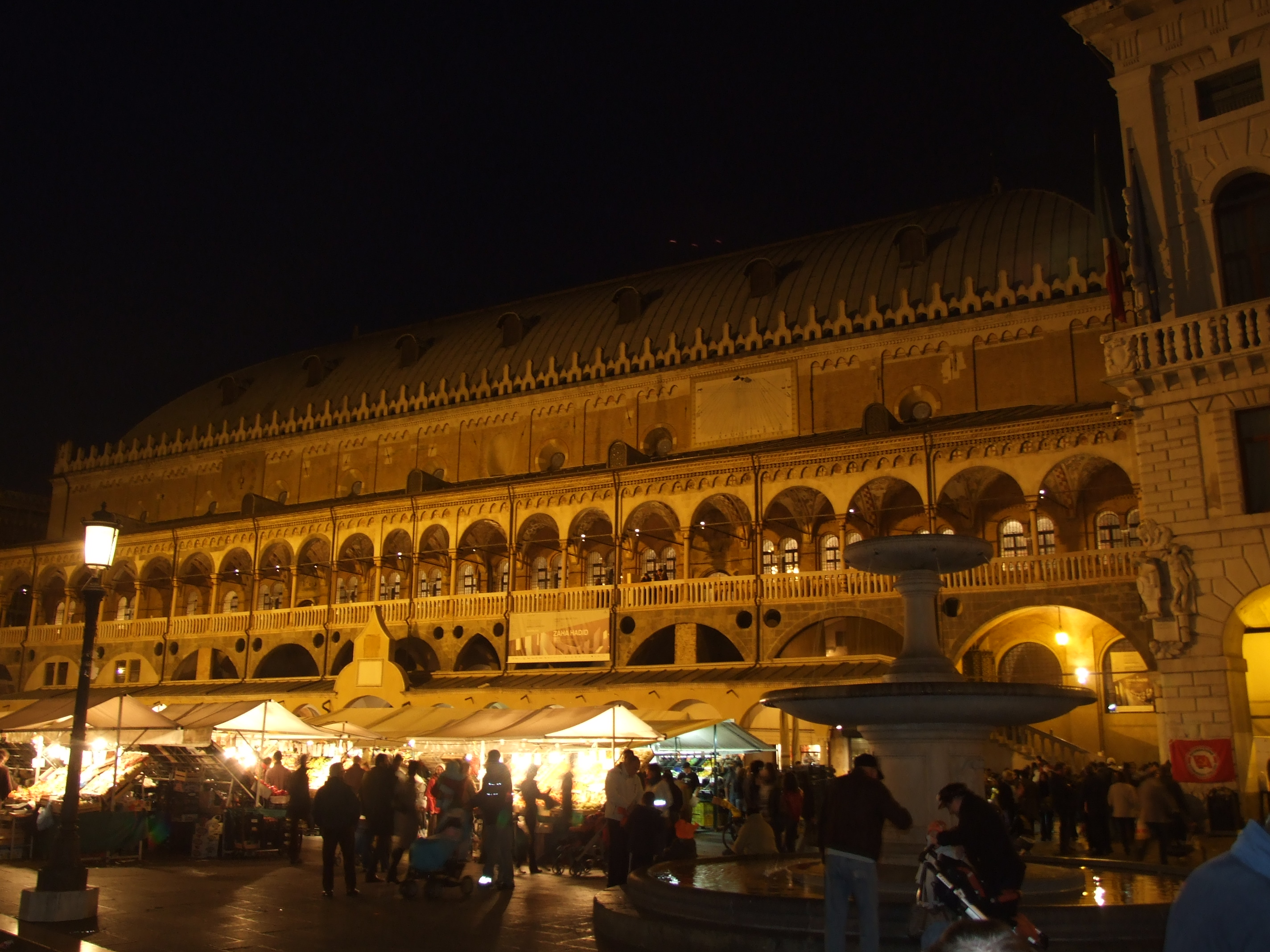
Площадь Пьяцца делле Эрбе ночью

Площадь была местом смертных казней со времен Средневековья, поэтому её также называли площадью Правосудия, и статуя Правосудия с мечом и весами, поставленная над Торре дельи Анзиани, возвышалась над местом, где был смонтирован помост для казней, под окнами Палаццо дель Подеста.

## Описание

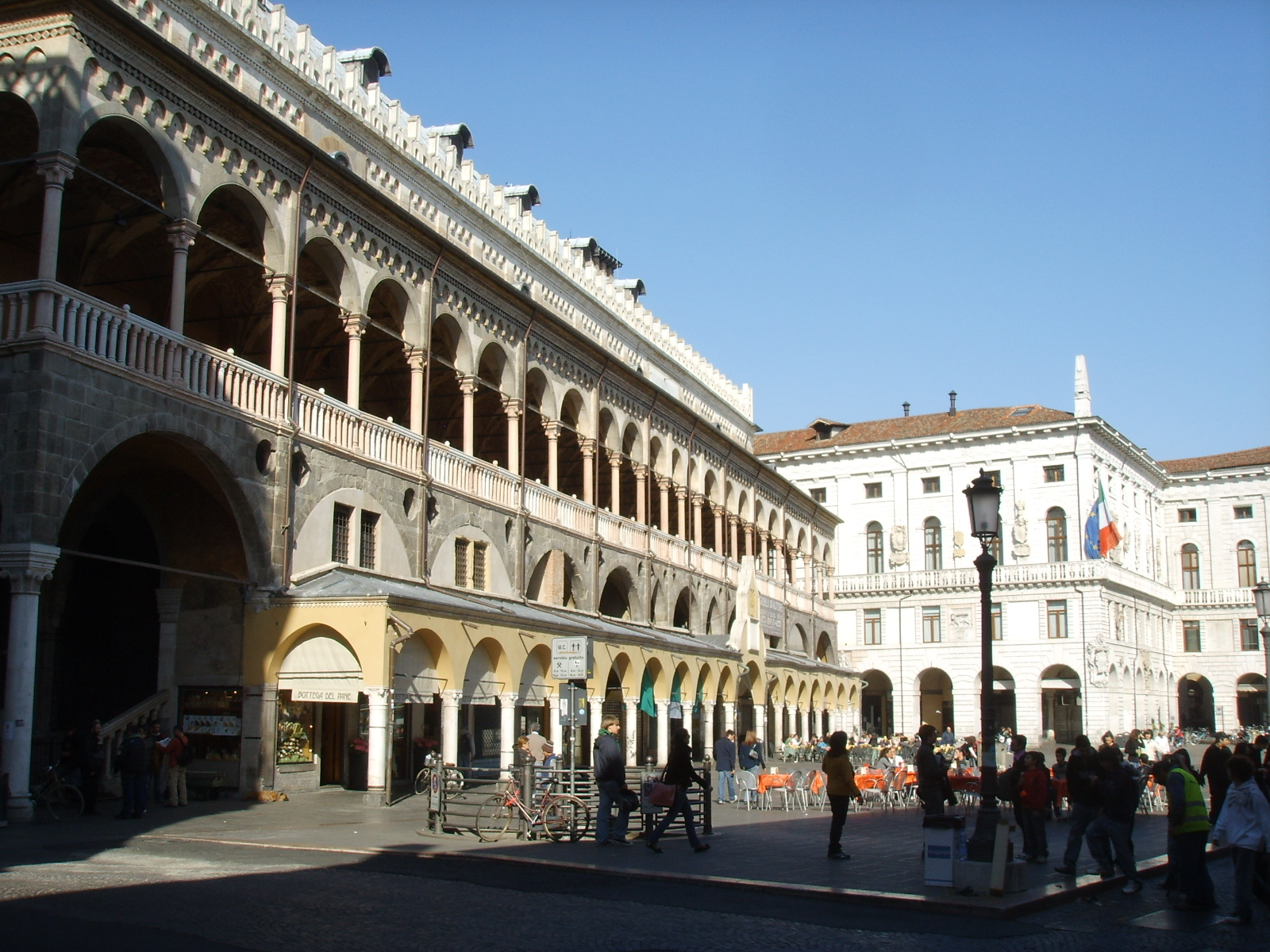
Площадь на востоке

Площадь имеет трапециевидную, неправильную форму в плане. Каждый рабочий день утром здесь размещаются прилавки фруктового и овощного рынка. Днем палатки торговцев рынка сменяют столики и кресла многочисленных баров и ресторанов, покупателей сменяют жители города и туристы для ритуала аперитива, оживляющего площадь до позднего вечера.
- На западе над площадью возвышается Палаццо делле Дебите и древняя улочка contrà delle Beccherie Vecchie (ныне улица Даниэле Манин), которая ведет к Пьяцца Дуомо.
- На востоке площадь ограничивает Палаццо Комунале.
- На южной стороне расположены средневековые здания, украшенные портиками разных эпох и стилей.
- На северной стороне стоит монументальный Палаццо делла Раджоне с многочисленными лоджиями и Палаццо дель Подеста шестнадцатого века.

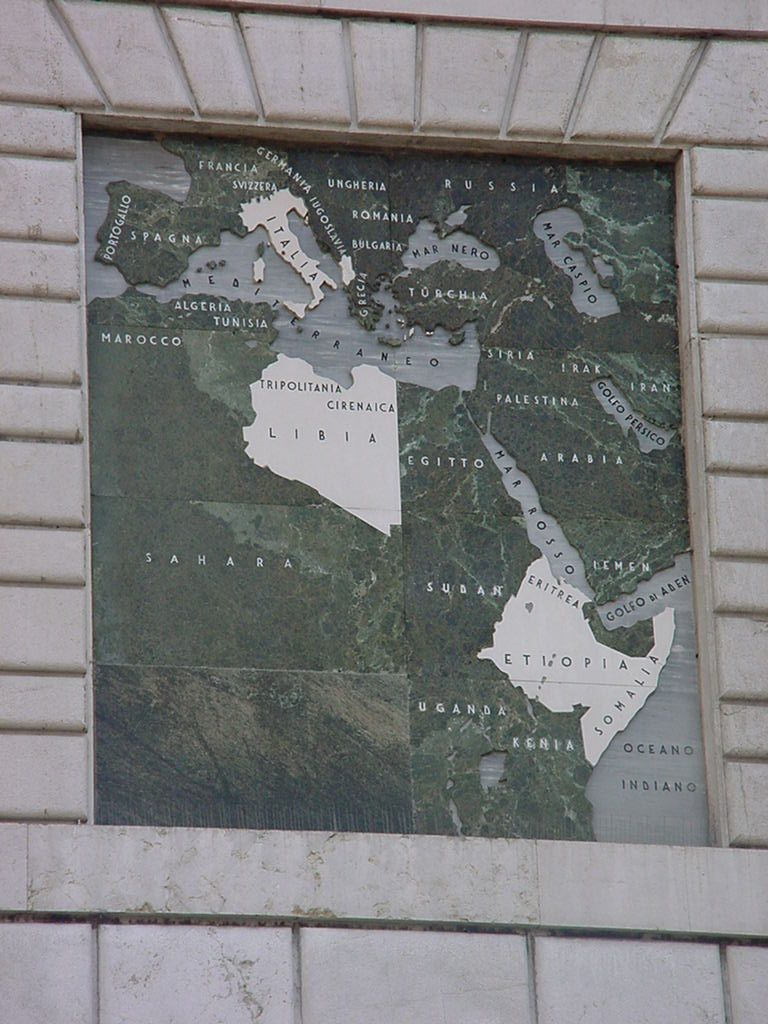
Карта итальянской колониальной империи на площади Пьяцца делле Эрбе в Падуе

Карта, изображающая Итальянскую колониальную империю, была размещена на фасаде здания на площади Пьяцца делле Эрбе, 52.